# Paula von Preradović
Paula von Preradović, född 12 oktober 1887 i Wien, död där 25 maj 1951, även känd under namnet Paula Molden (efternamnet förvärvade hon genom giftermål), var en kroatisk och österrikisk författare. Hon var sondotter till den kroatiske poeten Petar Preradović.
Hennes familj flyttade till Pula i Istrien i Kroatien 1889. Hon flyttade senare till Köpenhamn och därefter till Wien. Hon var gift med journalisten Ernst Molden och fick två söner, redaktören Fritz Molden och bankiren Otto Molden.
Paula von Preradović är mest känd för att hon skrev texten till Österrikes nationalsång (Land der Berge, Land am Strome) 1947.

## Verk

### Lyrik
- Dalmatinische Sonette, 1933
- Lob Gottes im Gebirge, 1936
- Ritter, Tod und Teufel, 1946

### Prosa
- Pave und Pero, 1940
- Die Versuchung des Columba, 1951
- Königslegende, 1950
- Wiener Chronik 1945